# Internet Co., Ltd.
Internet Co., Ltd. (яп. 株式会社 イ ン タ ー ネ ッ ト Кабусикигася Интенэтто) — компания-разработчик программного обеспечения, базирующаяся в Осаке, Япония. Она наиболее известна благодаря музыкальному секвенсору Singer Song Writer и Niconico Movie Maker для Nico Nico Douga, веб-сайта для обмена видео. Она также разрабатывает певческие синтезаторы с использованием движка Vocaloid, разработанного Yamaha Corporation. В 2014 году они были второй лидирующей компанией в Японии по производству звукового программного обеспечения с долей рынка 14,0 %.

## Товары и услуги

### Музыка
Первым виртуальным певцом, разработанным Internet Co. Ltd., стал Gackpoid для Vocaloid 2, выпущенный 31 июля 2008 года, чей голос предоставлен популярным японским певцом Gackt. Gackpoid включает OPUS Express для микширования вокальных партий с аккомпанементом или данными фонем.
Второй продукт, Megpoid, был выпущен 25 июня 2009 года и озвучен Мэгуми Накадзимой. Благодаря успеху серии «Append» Crypton Future Media, компания объявила, что в 2011 году они будут работать над обновлённой версией Megpoid под названием Megpoid Extend.